# اطلاعات هفتگی
اطلاعات هفتگی هفته‌نامه‌ای است که از فروردین ۱۳۲۰ خورشیدی منتشر می‌شود. عباس مسعودی بنیانگذار این هفته نامه بود.